# Oedignatha binoyii
Oedignatha binoyii is een spinnensoort uit de familie van de bodemzakspinnen (Liocranidae).
De wetenschappelijke naam van de soort werd in 1993 gepubliceerd door T.S. Reddy en B.H. Patel.